# 반응물
반응물(反應物) 또는 기질(基質, 영어: substrate)은 전형적으로 화학 반응에서 관찰되는 화학종이며, 화학 반응에 참여하여 생성물을 만드는 물질이다. 화학 합성 및 유기화학에서 기질은 변형되고 있는 관심이 있는 화학물질이다. 생화학에서 효소의 기질은 효소가 작용하는 물질로 효소의 반응물이다. 르 샤틀리에의 원리를 언급할 때, 기질은 농도가 변화되는 시약이다. 기질이라는 용어는 문맥에 상당히 의존적이다. 기질은 본질적으로 생성물의 전구물질인 분자의 부분을 의미한다.
| 자발적인 반응 {\displaystyle {\ce {S -> P}}} - 여기서 S는 기질이고, P는 생성물이다. | 촉매 반응 {\displaystyle {\ce {{S}+ C -> {P}+ C}}} - 여기서 S는 기질이고, P는 생성물이며, C는 촉매이다. |

## 생화학
생화학에서 기질은 효소가 작용하는 분자이다. 효소는 기질을 포함한 화학 반응을 촉매한다. 단일 기질인 경우, 기질은 효소의 활성 부위에 결합하고, 효소-기질 복합체를 형성한다. 기질은 한 개 이상의 생성물로 전환되어 효소의 활성 부위로부터 방출된다. 그러면 활성 부위는 다른 기질 분자를 자유롭게 받아들일 수 있게 된다. 두 개 이상의 기질인 경우, 기질들은 반응하여 생성물을 생성하기 전에 특정 순서로 활성 부위에 결합할 수 있다. 효소에 의한 작용으로 색이 있는 생성물을 만드는 기질을 색소생성성(chromogenic)이라고 부른다. 조직학에서 효소의 국부적인 연구에서 효소의 작용으로 착색된 생성물은 생물학적 조직의 얇은 부분을 현미경으로 관찰할 수 있게 한다. 마찬가지로 효소에 의한 작용으로 형광을 내는 생성물을 만드는 기질을 형광생성성(fluorogenic)이라고 부른다.
예를 들어, 커드 형성(레닛 응고)은 우유에 효소인 레닌을 첨가할 때 일어나는 반응이다. 이 반응에서 기질은 우유 단백질(예: 카세인)이고, 효소는 레닌이다. 생성물은 더 큰 폴리펩타이드 기질의 분해에 의해 생성된 두 개의 폴리펩타이드이다. 또 다른 예는 카탈레이스에 의해 수행되는 과산화 수소의 화학 분해이다. 효소는 촉매이기 때문에, 효소는 자신이 수행하는 화학 반응에 의해 변하지 않는다. 그러나 기질은 생성물로 전환된다. 여기서 과산화 수소(H2O2)는 물(H2O)과 산소 가스(O2)로 전환된다.
{\displaystyle {\ce {{E}+ S <=> ES -> EP <=> {E}+ P}}}
- 여기서 E는 효소이고, S는 기질이며, P는 생성물이다.

첫 번째(결합) 단계와 세 번째(비결합) 단계는 일반적으로 가역적이지만, 중간 단계는 비가역적(앞에서 언급한 레닌 및 카탈레이스에 의한 촉매 반응에서와 같이)일 수도 있고, 가역적(예: 해당과정의 많은 반응들)일 수도 있다.
기질의 농도를 증가시킴으로써 효소-기질 복합체의 수가 증가할 가능성이 높아지므로 반응 속도가 증가할 것이다. 이것은 효소의 농도가 제한 요인이 될 때까지 일어난다.

### 기질 다중기능성
효소는 일반적으로 기질에 매우 특이적이지만, 일부 효소들은 효소 다중기능성이라고 불리는 특성인 한 개 이상의 기질에 대한 촉매 반응을 수행할 수 있다. 효소는 다수의 고유 기질들과 넓은 특이성(예: 사이토크롬 P450에 의한 산화)을 가질 수도 있고, 어느 정도 낮은 속도로 촉매 반응을 할 수 있는 유사한 비고유 기질들의 세트를 가진 단일 고유 기질을 가질 수도 있다. 실험실 환경의 시험관에서 주어진 효소에 의해 반응할 수 있는 기질은 효소의 생체 내 반응에 대한 생리적이고 내인성인 기질의 특성을 반영하지 못할 수도 있다. 즉, 효소가 실험실에서 가능할 수도 있는 신체의 모든 반응들을 반드시 수행하는 것은 아니라는 것이다. 예를 들어, 지방산 아마이드 가수분해효소(FAAH)는 엔도칸나비노이드인 2-아라키도노일글리세롤(2-AG)과 아난다마이드를 시험관 내에서 비슷한 속도로 가수분해할 수 있지만, 지방산 아마이드 가수분해효소의 유전적 또는 약리학적 결함은 2-아라키도노일글리세롤이 아닌 아난다마이드를 증가시키는 것으로 보아 2-아라키도노일글리세롤은 지방산 아마이드 가수분해효소의 생체 내 기질이 아닌 것으로 드러났다. 또 다른 예로 N-아실 타우린(NATs)은 지방산 아마이드 가수분해효소에 결함이 있는 동물에서 급격하게 증가하는 것이 관찰되지만, 시험관 내에서는 지방산 아마아드 가수분해효소의 기질로는 불충분해 보인다.

### 민감성
민감성 기질은 또한 민감성 지수 기질로도 알려져 있으며, 임상 약물-약물 상호작용 연구에서 특정 대사 경로의 강력한 저해제로 5배 이상의 곡선하면적(AUC)의 증가를 나타내는 약물이다.
중간 정도의 민감성 기질은 임상 약물-약물 상호작용 연구에서 특정 대사 경로의 강력한 저해제로 2배 이상~5배 미만의 곡선하면적(AUC)의 증가를 나타내는 약물이다.

#### 기질들 사이의 상호작용
동일한 사이토크롬 P450 동질효소에 의한 대사는 몇몇 임상적으로 중요한 약물-약물 상호작용을 일으킬 수 있다.

## 같이 보기
- 화학 반응
  - 시약
  - 촉매
  - 효소
  - 생성물
- 반응 진행 속도론 분석
- 용매